# Revolte van 1516

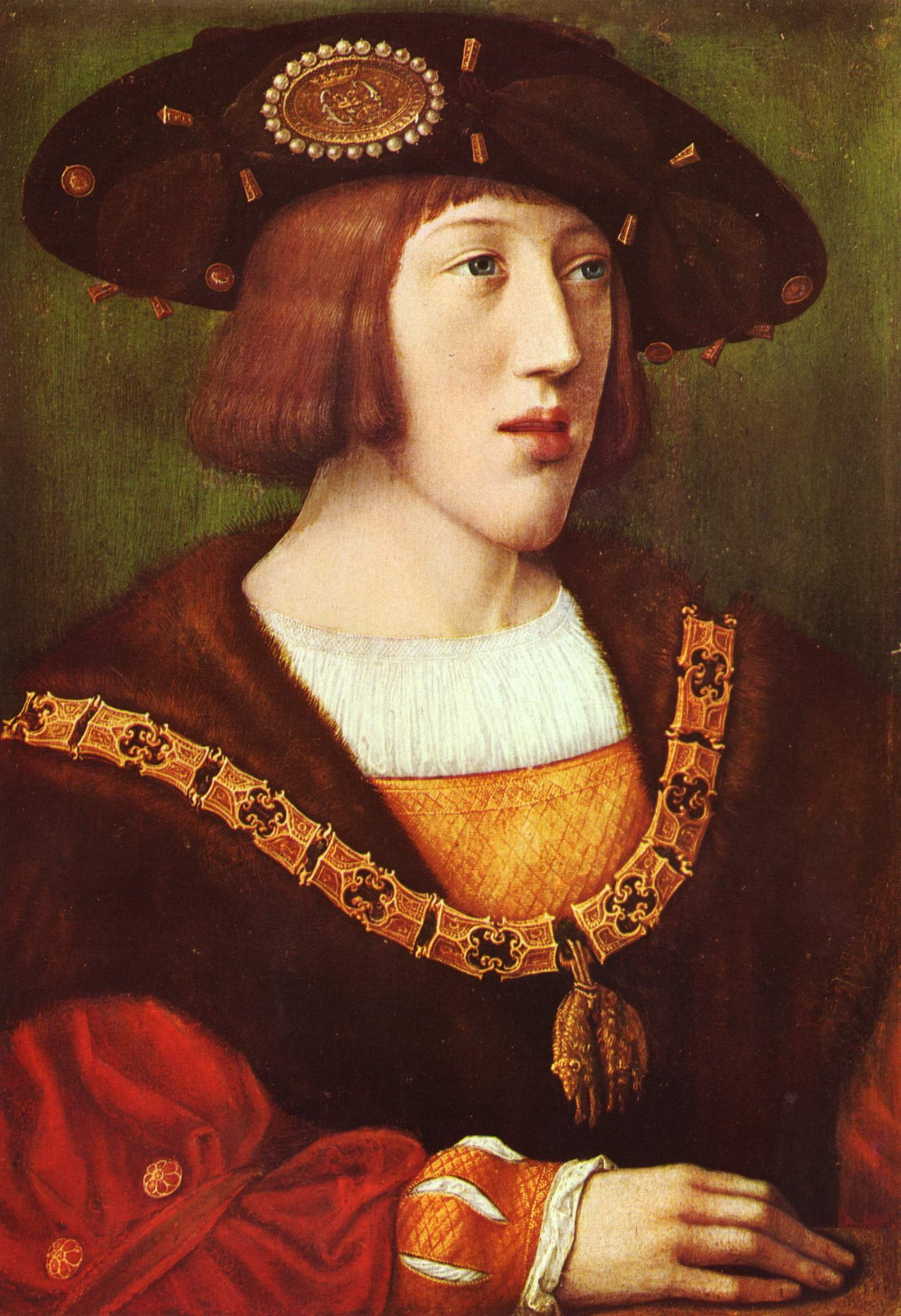
De jonge koning Karel I van Spanje, koning van Sicilië vanaf 1516. Bekend later als keizer Karel V.

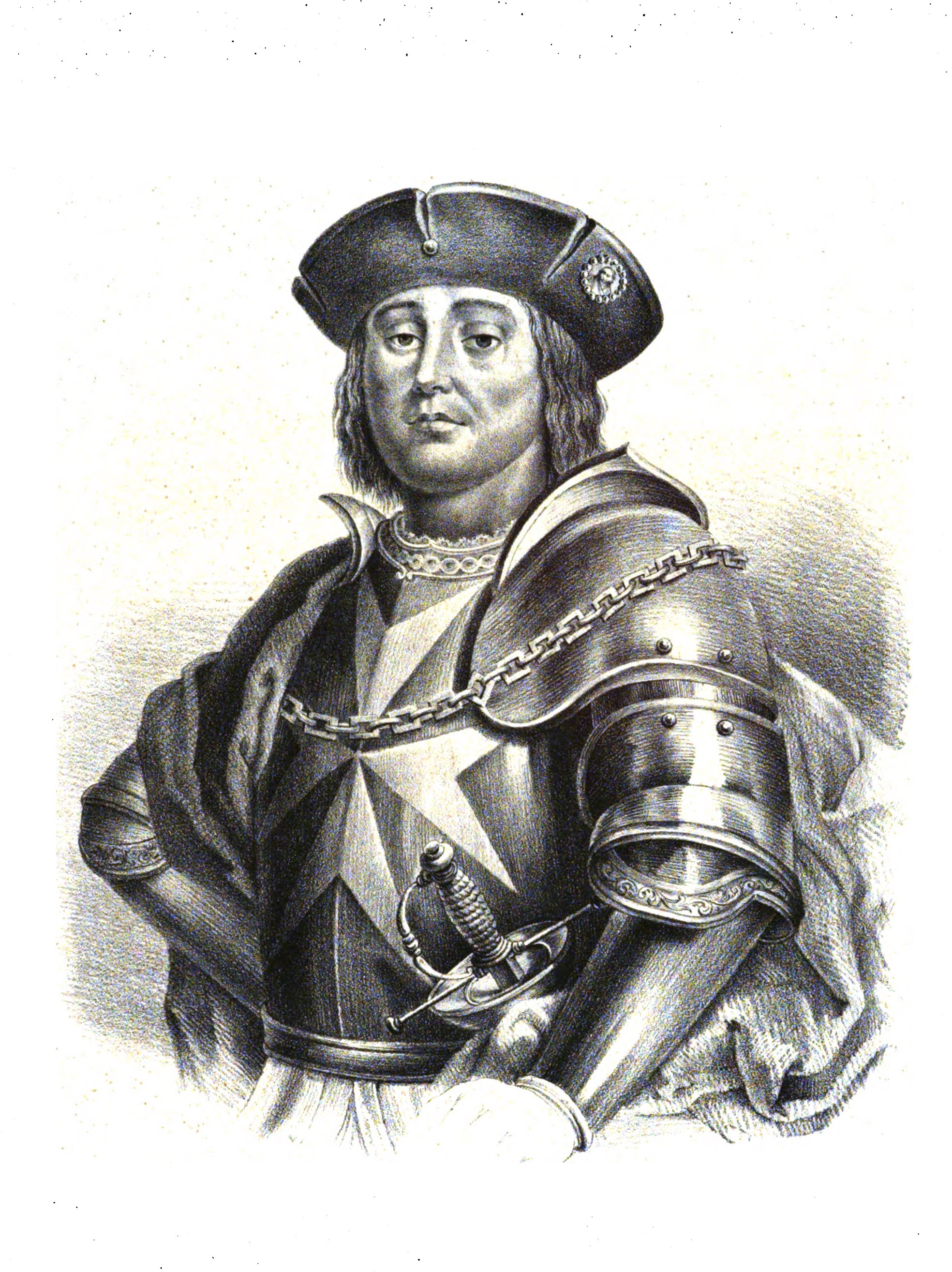
Onderkoning Moncada van Sicilië, kop van jut in de Revolte van 1516

De Revolte van 1516 vond plaats op Sicilië, een koninkrijk dat afhankelijk was van de Spaanse Kroon. Ze duurde van januari 1516 tot juli 1516. De aanleiding was de troonopvolging van koning Karel I, de latere keizer Karel V, na de dood van zijn grootvader koning Ferdinand II van Aragon. De revolte richtte zich tegen de Spaanse onderkoning van Sicilië, Hugo de Moncada.

## Verloop
In het koninkrijk Sicilië stonden ‘Italiaans Sicilië’ en ‘Spaans Sicilië’ tegenover elkaar. De revolte kende drie fasen. Dat het zo lang duurde, had te maken met de gebrekkige communicatie tussen het Spaanse Koninklijk Hof in Brussel en de vorstendommen in Spanje. 

### Eerste fase: juridisch vacuüm
Op 23 januari 1516 stierf koning Ferdinand II, de vorst van de personele unie van Aragon en Castilië, met al hun deelrijken en kolonies. In Aragon en Castilië begon een juridisch steekspel over de troonopvolging. In het koninkrijk Sicilië verzweeg onderkoning Hugo de Moncada het overlijden van de vorst. Dit was niet het geval in het naburige koninkrijk Napels waar onderkoning Ramón Folch van Cardona en Anglesola zich op handige wijze liet herbenoemen als onderkoning, ondanks de onrust in Napels. Cardona had tevoren ervoor gezorgd dat de Spaanse Inquisitie zich niet in Napels had geïnstalleerd, wat minder spanningen gaf dan op Sicilië, waar de Inquisitie officieel startte in 1480 en feitelijk vanaf 1500. Het Siciliaanse parlement had al geprotesteerd tegen zoveel Spaanse geweldpleging (1514).
In Sicilië barstte de politieke bom toen de graaf van Collesano Pietro Cardona, verwant aan de Napolitaanse Cardona, terugkeerde van een reis naar Madrid (januari 1516). Hij verklaarde dat Ferdinand II overleden was en dat bijgevolg onderkoning Hugo de Moncada vervallen was van zijn ambt. Moncada was onpopulair om meerdere redenen: de Spaanse Inquisitie, de taksen en een blokkade van benoemingen voor Sicilianen. Een aantal edelen riep op tot opstand. Zij stonden onder leiding van Simone Ventimiglia, de markies van Geraci. Hij was de grootste grootgrondbezitter van Sicilië en aanhanger van het feodale stelsel; deze visie was tegengesteld aan de Spaanse, die er een was van absolute macht aan de vorst. Meerdere edelen schaarden zich achter Ventimiglia, doch niet allen. De laatste groep steunde onderkoning Moncada. Beide fracties beriepen zich op oude wetgeving van het koninkrijk Sicilië die handelde over de aanstelling tot koning van Sicilië.
Moncada werd herbevestigd als onderkoning van Sicilië op 22 februari 1516 door de Heilige Koninklijke Raad (Sacro Regio Consiglio), het bevoegde orgaan. Kort nadien kwam er bericht uit Brussel dat Karel, kleinzoon van Ferdinand II, Moncada herbevestigde als onderkoning van Sicilië. Voor de anti-Spaanse edelen was dit een provocatie. Dit was tegen de oude privilegies van het koninkrijk Sicilië. Zij riepen op tot opstand. Een volksmeute hield lelijk huis in Palermo op 8 maart 1516. Moncada moest vluchten. Grootinquisiteur Cervera vluchtte eveneens. Huizen van belangstingsambtenaren werden leeggeroofd. Dit was ook het geval met het huis van de secretaris van de onderkoning, Blasco Lanza, en de bewaarder van de schatkist Nicolo Vincenzo Leofante. Opstanden tegen de Spanjaarden braken uit in verschillende steden in Sicilië. Er was geen geografische opdeling van voor- en tegenstanders. De conflicten zaten binnen eenzelfde stad. 
Een speciale situatie was de stad Messina en ommeland; dit gebied was homogeen Spaansgezind. Dit had te maken met Spaanse handelsschepen die vanuit Messina uitvoeren naar de Nederlanden. Messina bleef gunstig gezind aan de Habsburgse Nederlanden omwille van commerciële belangen en Moncada zocht er dan ook bescherming.

### Tweede fase: junta van opstandelingen
Op 13 en 14 maart 1516 werd Karel officieel uitgeroepen tot koning van Spanje, en dus tot koning van Sicilië. Dit gebeurde in de Sint-Goedelekerk in Brussel. 
Intussen hadden markies Ventimiglia en aanhangers hun eisenpakket bekend gemaakt: afschaffing van de Spaanse Inquisitie; afschaffing van de belasting voor kruisvaarten; afschaffen van extra taksen op graanoogst; openstelling van stedelijke ambten aan Sicilianen; openstelling van de hoogste ambten binnen de Roomse Kerk aan niet-Spanjaarden; erkenning van de Siciliaanse autonomie; beslissingsrecht van de Siciliaanse adel op het fiscale stelsel. 
Een junta of staatspresidium werd in Palermo opgericht. Het ging om Simone Ventimiglia, markies van Geraci, en Matteo Santapau, markies van Licodia. Zij verklaarden Moncada vervallen uit zijn ambt van onderkoning. Alle extra belastingen werden geschrapt. Politieke gevangenen in Palermo werden vrijgelaten. De Spaanse Inquisitie was enkel nog actief in Messina. Het staatspresidium zond een gezantschap naar Brussel om te onderhandelen doch dit gaf geen resultaat.

### Derde fase: bemiddeling vanuit Napels
Vanuit het Koninklijk Hof in Brussel werd de chaotische situatie in Sicilië gade geslagen. Koning Karel stuurde twee commissarissen uit, niet naar Sicilië maar naar het buurland Napels. Het waren Dell’Aquila en Guevara. Onderhandelingen tussen het staatspresidium in Palermo en de Spaansgezinde edelen vonden er plaats. Moncada werd ontslagen als onderkoning en verliet Messina. Koning Karel benoemde zelf een staatspresident voor Sicilië: dit werd Giovanni Vincenzo de Luna, graaf van Caltabellotta, een vertrouweling van Moncada. Dit maakte dat het staatspresidum in Palermo ophield te bestaan (juli 1516). 
Op de eisen van de rebellerende edelen gingen de commissarissen niet in, tenzij op een eis. Brussel ging akkoord dat de volgende onderkoning van Sicilië geen Spanjaard ging worden, maar een Italiaan. Een jaar later bleek het om een edelman te gaan uit het koninkrijk Napels. Ettore I Pignatelli, hertog van Monteleone en graaf van Borrello, maakte zijn opwachting als nieuwe onderkoning van Sicilië (1517).

## Afloop
De politieke rust in Sicilië was ogenschijnlijk teruggekeerd. Niettemin kende hertog Ettore samenzweringen tegen zijn persoon in het jaar 1517 en het jaar 1523.